# まさひろ酒造
まさひろ酒造（まさひろしゅぞう）は沖縄県糸満市に本社及び工場を置く、1883年（明治16年）創業の日本の琉球泡盛酒造メーカー。2015年3月5日設立50周年を機に、製品ブランド名かつ屋号を用いた現社名になる以前は比嘉（ひが）酒造。

## 概要
おもに琉球泡盛を中心とした酒類を生産している。
工場に無料で泡盛を試飲できるギャラリー（100名収容、工場見学可）を併設。ギャラリーには、第二次世界大戦後、琉球政府時代に生産された琉球泡盛のコレクション等がある。
環境問題に配慮し、酒かすの処理にメタン発酵の方法を用いている。

## 主要商品
- 「泡盛 まさひろ」
  - 「泡盛まさひろ」は三代目蔵主の名前に因んで、命名される。沖縄県で50年以上販売されている。
- 「泡盛 島唄」（しまうた）
  - 沖縄県外で販売される泡盛。泡盛本来の味わいが特徴。
- 「泡盛 海人」（うみんちゅ）
  - 沖縄県内で販売される泡盛。青い色（ブルー）ボトルが印象的。
- 「まさひろ もろみ酢」
  - 泡盛の製造工程で発生する蒸留後のもろみを使用して出来る健康飲料。

## 沿革
- 1883年（明治16年）：首里王府城下町にて泡盛製造創業
- 1965年（昭和40年）：合資会社 比嘉商店に法人化
- 1967年（昭和42年）：合資会社 比嘉酒造に商号変更
- 2002年（平成14年）：ISO9001:2000認証取得
- 2007年（平成19年）：株式会社比嘉酒造に商号変更
- 2015年（平成27年）：まさひろ酒造株式会社に商号変更

## 所在地
- 郵便番号：901-0305
- 本社所在地：沖縄県糸満市西崎5丁目8
- ギャラリー営業時間：9:30-17:30（見学無料）

## 交通
- 車で
  - 那覇空港から約15分
  - 「沖縄アウトレットモール・あしびなー」から約5分